# Basmati

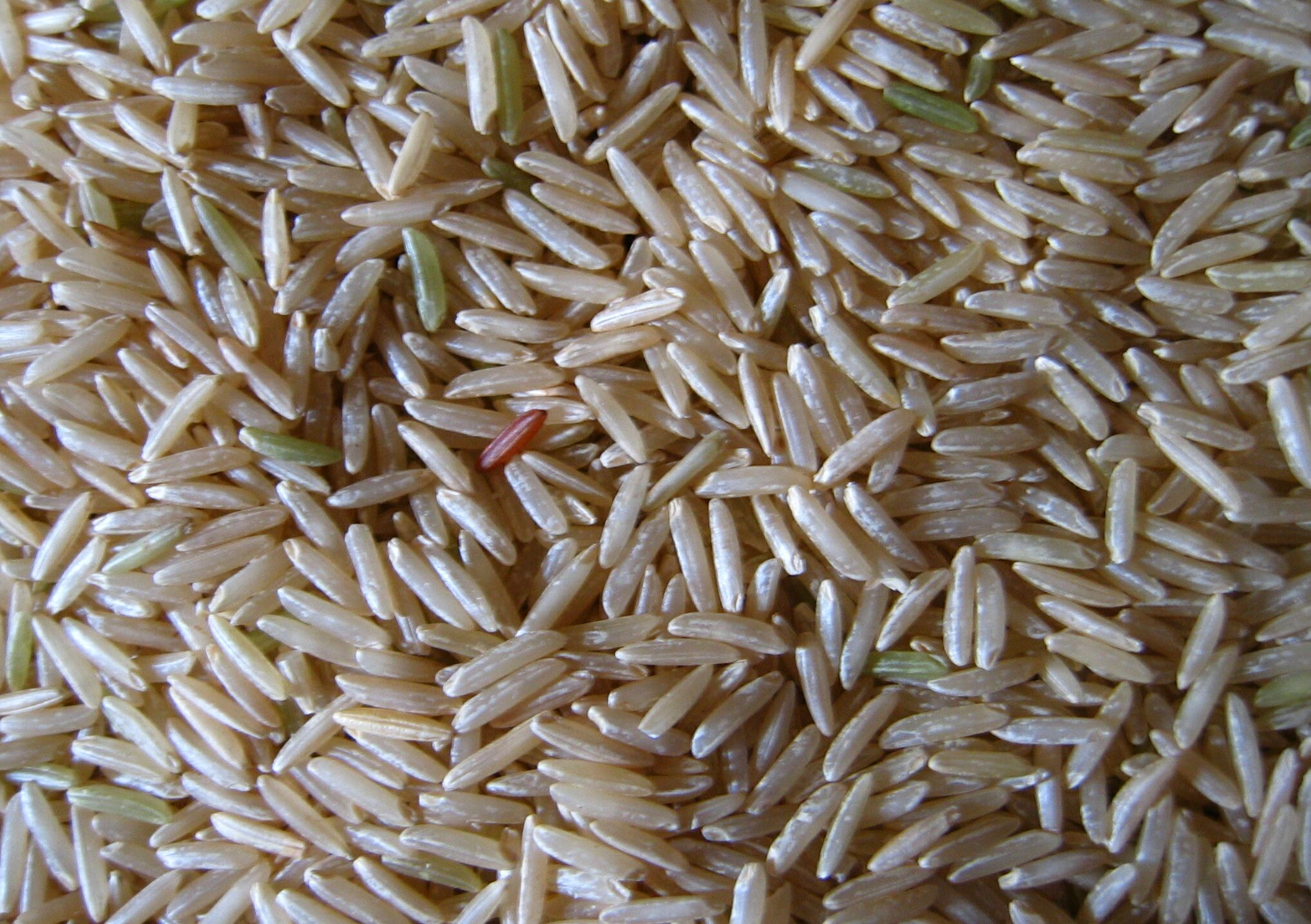
Riz basmati brun.

Le riz basmati est un riz à grain long originaire d'Inde et du Pakistan, cultivé depuis plusieurs siècles en particulier au Pendjab.
Le mot « basmati » vient de l'hindi  बासमती bāsmatī, qui signifie « parfumé ». C'est l'un des riz les plus parfumés au monde. Il est vieilli pendant une année après la moisson pour développer pleinement sa saveur. Avec le riz jasmin, le basmati fait partie de la catégorie des riz parfumés, par opposition aux riz non parfumés.
Le riz basmati existe en brun et en blanc. Les grains du riz basmati sont beaucoup plus longs que larges, et s'allongent encore pendant la cuisson. Ils restent fins et ne collent pas.

## Variétés et hybrides
Il y a de nombreuses variétés de riz basmati. Les types traditionnels indiens incluent notamment les variétés basmati 370, basmati 385 et basmati Ranbirsinghpura (R.S.Pura)1121 Extra Long Grain Rice. Les variétés traditionnelles pakistanaises sont PK 385, Super Kernel Basmati Rice et D-98.
Des scientifiques indiens ont créé en 2003 un hybride semi-nain ayant presque les mêmes caractéristiques que le basmati traditionnel (grain plus allongé, un peu moins parfumé) pour répondre à l’augmentation de la demande mondiale en riz basmati. Cet hybride, appelé Pusa Basmati-1 (PB1), ou "Todal", est deux fois plus productif que les variétés traditionnelles et coûte 40 % moins cher. Sont ensuite apparus d'autres hybrides, nommés PB2 (ou sugandh-2), PB3, et RS-10. Ces hybrides modernes ont l'inconvénient de nécessiter plus de pesticides. La législation[Où ?] n'impose pas de préciser sur les emballages si un riz est un basmati traditionnel ou un pusa.

### Variétés approuvées[Où?][Par qui ?]
Variétés indiennes
Dehradun, P3 Punjab, type III Uttar Pradesh, hbc -19 Safidon, 386 Haryana, Kasturi (Baran, Rajasthan), Basmati 198, Basmati 217, Basmati 370, Bihar, Kasturi, Mahi Suganda, Pusa (duplicate basmati), Pusa 1121.
Variétés pakistanaises
Basmati 370 (Pakki Basmati), Super Basmati (Kachi Basmati), Basmati Pak (Kernal), 386 or 1121 basmati rice,[12] Basmati 385, Basmati 515, Basmati 2000 et Basmati 198.

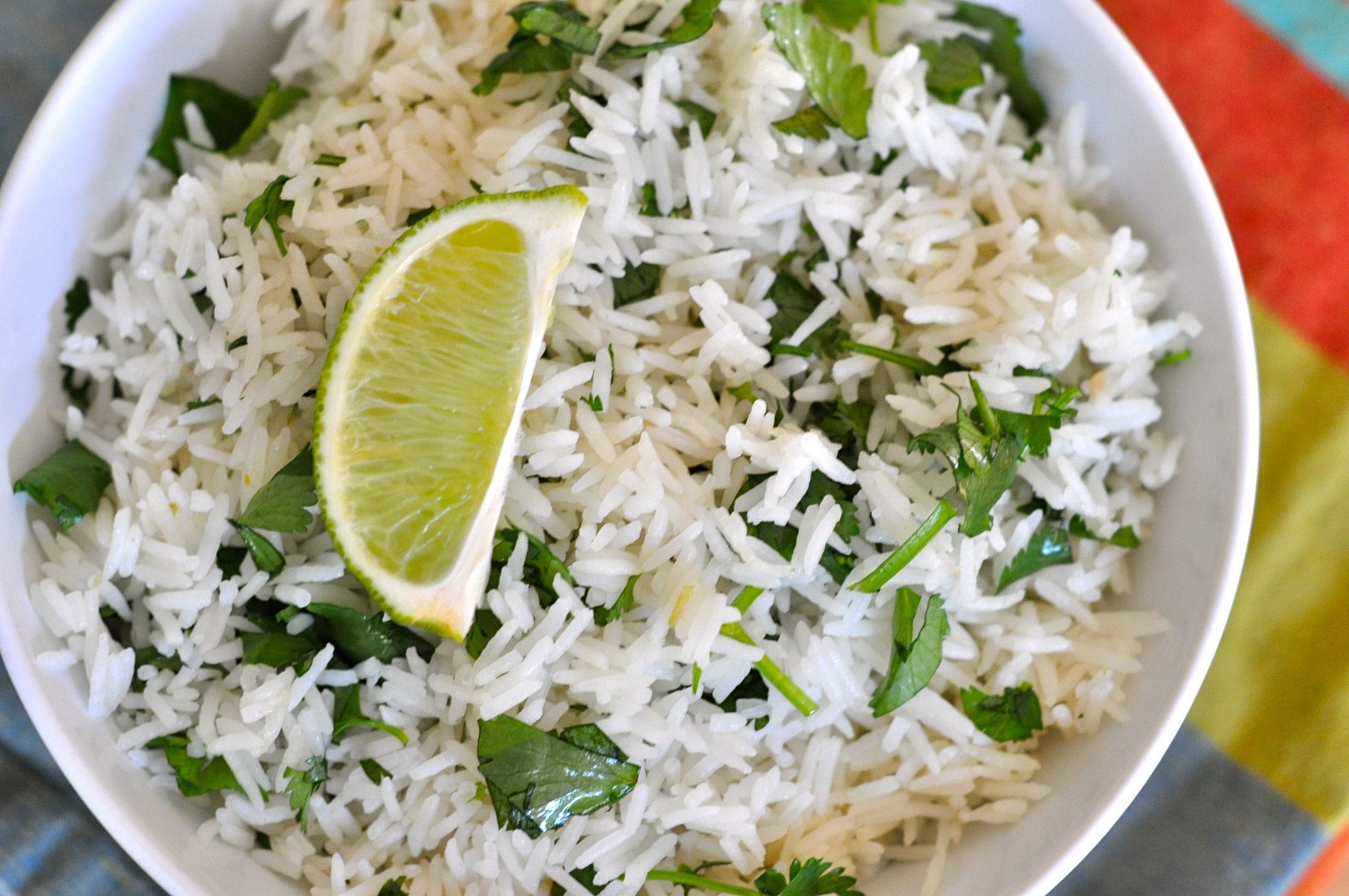
Riz basmati blanc cuisiné

### L'affaire du brevet sur le riz basmati
RiceTec, une société texane, commercialisait sans grand succès du riz sous les marques « Texmati » et « Kasmati » ; le 2 septembre 1997, l'USPTO octroie un brevet à RiceTec (US5663484) sur une variété hybride de riz, « Basmati 867 » ; l'intitulé du brevet – « Basmati Rice Lines and Grains » – comporte le terme  « basmati » ; des organisations gouvernementales nord-américaines puis indiennes s'émeuvent de ce brevet ; l'émoi est d'autant plus grand qu'il y a un précédent : le brevet déposé sur le curcuma par l'université du Mississippi en 1995 (puis annulé en 1997). Pressé par des ONG indiennes appuyées par Vandana Shiva, le gouvernement indien demande à l'office américain le réexamen de ce brevet en juin 2000 ; Ricetec limite ses revendications, d'abord de sa propre initiative puis à la demande de l'USPTO : seules 5 des 20 prétentions sont maintenues et le nouvel intitulé (Rice Lines Bas867, RT III7, RTrII2I) ne fait plus référence au riz basmati ; le conflit dérive et se porte sur l'utilisation même de l’appellation « basmati » et d'une éventuelle « appellation d'origine ».

## Économie du riz basmati
Le riz basmati était à l'origine uniquement consommé localement dans le monde indien. Sa consommation a explosé dans les années 1990-2000 après son introduction dans la cuisine internationale durant les années 1990 (mode du basmati dans les pays arabes et en Occident. L'Europe absorbe un tiers de la production en 2007))[réf. nécessaire] et la hausse du niveau de vie en Inde.
La production reste cependant limitée : en 2008, le riz basmati est exclusivement cultivé près de la frontière indo-pakistanaise. Il s'ensuit des phénomènes structurels de hausses de prix, voire de pénurie.
À ces phénomènes structurels se sont ajoutés en 2007 des phénomènes conjoncturels : une mauvaise récolte dans certaines régions. Par conséquent, le prix du riz "cargo" a doublé entre l'été 2007 et le début 2008, atteignant un record de 1 300 dollars la tonne à la mi-janvier 2008.
Des essais de culture dans d'autres pays comme le Sri Lanka ont été tentés. Il existe ainsi une petite production destinée à l'exportation en Guyana. En Indonésie, un essai de culture de riz basmati pakistanais mené en 2007 a mené en 2017 à l'introduction d'un hybride adapté aux sols de Java et du Kalimantan.

### En France
La loi française autorise la présence de 7 % de riz non basmati (2 à 3 fois moins cher) dans les paquets de riz basmati, la raison invoquée étant que, lors du conditionnement et du transport, des grains non basmati peuvent se mélanger au basmati. Une marque sur deux atteint ce niveau de 7 %.[réf. nécessaire]

## Index glycémique
Selon l'Association canadienne du diabète (en), le riz basmati a un index glycémique « moyen » (entre 56 et 69), alors que le riz blanc classique a un index glycémique de 89. Le riz basmati est donc plus approprié pour les diabétiques.